# Parlement de Navarre (Espagne)
Pour les articles homonymes, voir Parlement de Navarre.
XIe législature
Ancienne Audiencia, paseo de Pablo de Sarasate, Pampelune.
Le Parlement de Navarre (Parlamento de Navarra en espagnol, Nafarroako Parlamentua en basque) est l'organe législatif de la Communauté forale de Navarre.

## Histoire
Le Parlement a été créé par l'Amejoramiento de 1982, qui après la démocratisation des institutions existantes procède à la mise à jour du régime foral conformément à la Constitution de 1978.
Depuis sa création et pendant le  franquisme, la Députation provinciale de Navarre a continué à exister comme définie dans la loi de modification des Fors de 1841, composée de sept députés, choisis par des mérindade. Il existait depuis 1898 des organes consultatifs en matière financière et administration municipale : le Conseil foral Administratif. À partir de 1977, par diverses forces politiques on proposait la démocratisation des institutions forales, comme pas préalable à la mise à jour du régime foral, et on considérait l'élection démocratique d'un Conseil foral qui aurait des fonctions de contrôle sur la Députation. En 1978 UCD a proposé que le Conseil foral soit intégré par 119 conseillers, 50 élus au suffrage universel et 60 par les mairies, auxquelles s'ajouteraient les cinq députés au Congrès et les quatre sénateurs choisis en Navarre, ce qui n'a pas été accepté finalement. En 1979 le Conseil foral est remplacé par un Parlement foral composé de 70 membres élus au suffrage universel, et dans les mêmes élections on désigné la nouvelle Députation forale.
Finalement l'Amejoramiento, dans son article 10, institue le Parlement ou Cortes de Navarre comme l'organe législatif de la Communauté et définit son mode d'élection et son fonctionnement dans les articles 11 à 22. Ses membres sont élus au suffrage universel, pour une période de quatre années et ils ne doivent pas être moins de 40 ni plus de 60 (ils sont actuellement 50). Les parlementaires disposent d'une immunité pour les votes et les avis émis dans l'exercice de leurs fonctions.

## Fonctions
- Il constitue la représentation du peuple navarrais.
- Il exerce le pouvoir législatif.
- Il approuve les budgets et les comptes de la Navarre.
- Il choisit le président du gouvernement de Navarre
- Il approuve et contrôle l'action du gouvernement de Navarre.
- Il procède à la désignation des sénateurs autonomes.
- Il nomme le défenseur du peuple et le président de la Chambre des comptes.
- Il peut exercer l'initiative prévue dans la quatrième disposition transitoire de la Constitution espagnole de 1978[4].
- Il peut exercer l'initiative pour la séparation de la Communauté autonome dans laquelle la Navarre serait incorporée.

## Siège

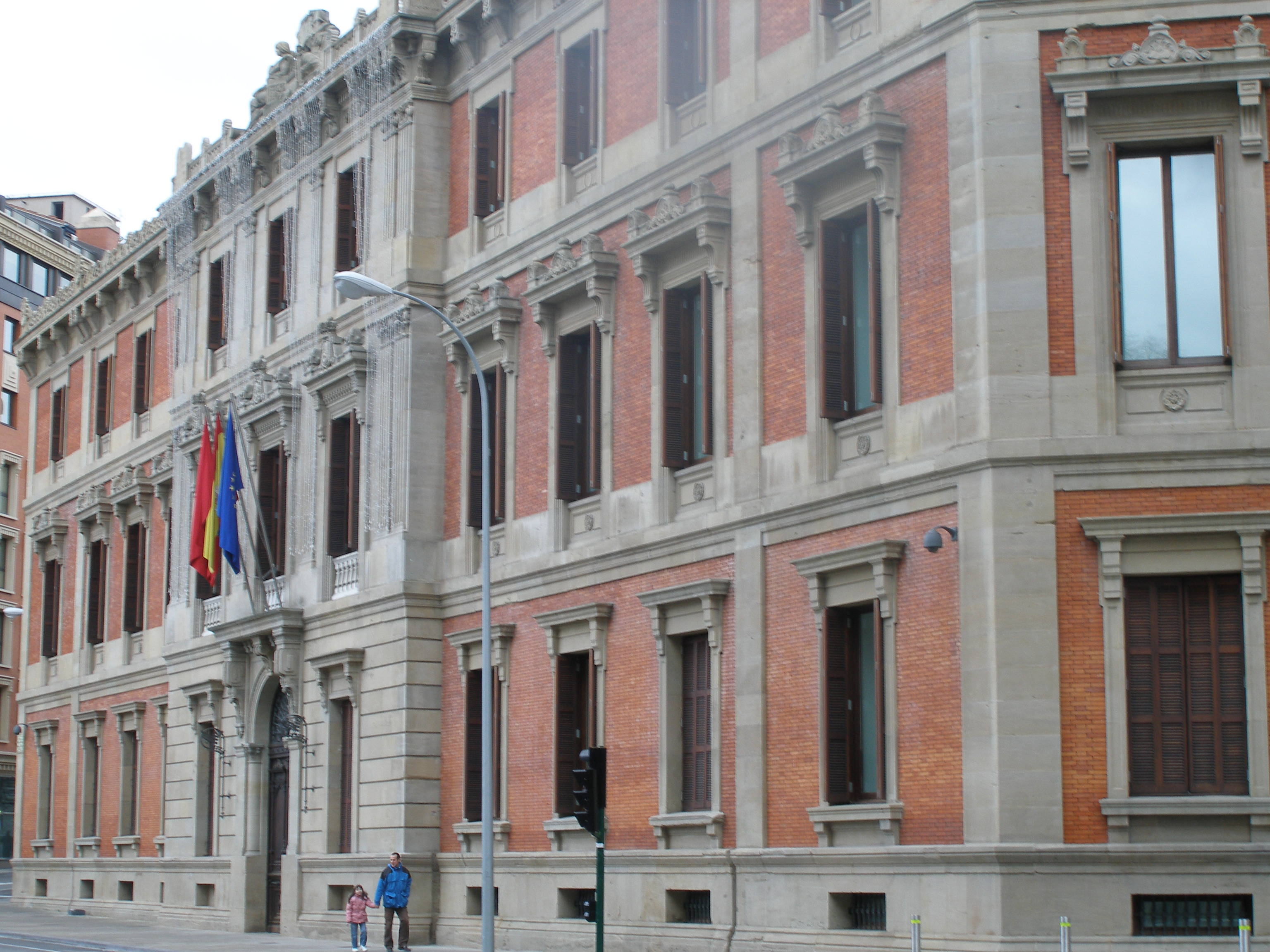
Entrée du Parlement.

Depuis 2002, le siège du Parlement est situé dans le bâtiment restauré de l'ancienne Audiencia (palais de justice), dans le paseo de Sarasate du Primer Ensanche. Il était précédemment situé dans le palais de la Députation forale de Navarre situé en face.
Seul bâtiment officiel édifié dans le Primer Ensanche, ses premiers plans sont dressés par Ángel Goicoechea en 1888, mais les travaux sont réalisés par l'architecte municipal Julian Arteaga et achevés en 1892. Il se présente sous une forme quadrangulaire irrégulière avec quatre ailes entourant une cour centrale, les façades présentent une combinaison de brique rouge et pierre ocre de Tafalla et comportent trois étages avec de grandes baies vitrées. Le corps principal s'approche du classicisme avec l'emploi exclusif de la pierre, tandis que les autres façades sont proches de l'éclectisme.
Avant 1996, le bâtiment est le palais de justice de la ville. Le réaménagement est mené à bien en 2002 par Juan Miguel Otxotorena, Mariano González Presencio, Javier Pérez Herreras et José Vicente Valdenebro. Il consiste à conserver les façades extérieures et le bâtiment existant tout en transformant les volumes intérieurs.
Les bureaux, salles de réunions et services occupent le pourtour de l'édifice cependant que l'atrium et la salle des débats du Parlement occupent la cour centrale de forme trapézoïdale. L'atrium d'entrée est couvert par un toit de verre presque horizontal ce qui lui donne beaucoup de luminosité. Les façades intérieures sont toutes parcourues de couloirs extérieurs entièrement vitrés qui donnent un aspect de modernité en contraste avec les façades extérieures.

## Composition
Actuellement, le Parlement est composé de 50 membres. D’après la législation, le nombre de membres de la chambre peut aller jusqu’à 70 membres mais ne peut pas être inférieur à 40. Les représentants sont élus directement pour un mandat de quatre ans et renouvelés simultanément.